# Black Swans and Wormhole Wizards
Black Swans and Wormhole Wizards é o décimo terceiro álbum de estúdio do guitarrista de rock instrumental Joe Satriani. Foi lançado em 5 de outubro de 2010. Seu primeiro single foi "Light Years Away".

## Faixas
Todas as faixas foram compostas por Joe Satriani.
| N.º            | Título                     | Duração |  |
| 1.             | "Premonition"              | 3:52    |  |
| 2.             | "Dream Song"               | 4:48    |  |
| 3.             | "Pyrrhic Victoria"         | 5:08    |  |
| 4.             | "Light Years Away"         | 6:11    |  |
| 5.             | "Solitude"                 | 0:57    |  |
| 6.             | "Littleworth Lane"         | 3:46    |  |
| 7.             | "The Golden Room"          | 5:19    |  |
| 8.             | "Two Sides to Every Story" | 4:10    |  |
| 9.             | "Wormhole Wizards"         | 6:27    |  |
| 10.            | "Wind in the Trees"        | 7:42    |  |
| 11.            | "God Is Crying"            | 4:52    |  |
| Duração total: | Duração total:             | 53:12   |  |

| Best Buy edition bonus tracks |              |         |  |
| N.º                           | Título       | Duração |  |
| 12.                           | "Heartbeats" | 3:25    |  |
| 13.                           | "Longing"    | 3:55    |  |

## Créditos
- Joe Satriani - guitarra, baixo, teclado
- Allen Whitman - baixo
- Mike Keneally - teclado
- Jeff Campitelli - bateria, percussão